# Ranked Pairs
Ranked Pairs (auch Tideman, nach Nicolaus Tideman) ist ein 1987 entwickeltes Wahl- und Abstimmungsverfahren, bei dem der Wähler mehrere Präferenzen angibt.
Wenn es einen Kandidaten gibt, den die Wähler im paarweisen Vergleich allen anderen gegenüber vorziehen, stellt Ranked Pairs sicher, dass dieser Kandidat gewinnt. Auf Grund dieser Eigenschaft ist Ranked Pairs per Definition eine Condorcet-Methode. Darin unterscheidet sich Ranked Pairs von anderen Präferenzwahl-Verfahren wie Borda-Wahl und Instant-Runoff-Voting.
Ranked Pairs löst das Condorcet-Paradoxon auf, indem es im Falle von Zirkelschlüssen jeweils das Paar mit der geringsten Zahl gewinnender Stimmen bei der Ermittlung der Rangfolge unberücksichtigt lässt.

## Verfahren
Die Stimmenauszählung erfolgt wie folgt:
1. Für alle Paarvergleiche wird die Stimmenzahl notiert; für jedes Paar wird der Gewinner bestimmt (sofern es kein Unentschieden gibt).
2. Alle Paare werden sortiert nach der Anzahl der Stimmen, die der stärkere der jeweiligen beiden Kandidaten erhalten hat.
3. Die Paare werden festgesetzt: Auf einem Schaubild werden die Namen aller Kandidaten verzeichnet. Das Paar, das die größte Stimmenzahl des stärkeren Kandidaten aufweist, wird „festgesetzt“ und in dem Schaubild eingetragen. Dies geschieht durch einen Pfeil vom Gewinner hin zum Verlierer des Paarvergleichs. Dann wird der nächste Paarvergleich gemäß der unter 2. erstellten Liste eingetragen und festgesetzt. Die weiteren Paarvergleiche werden entsprechend der Reihenfolge der Liste eingetragen, sofern dadurch kein Kreis entsteht. Gewonnen hat der Kandidat, auf den selbst kein Pfeil zeigt.

Ranked Pairs kann auch verwendet werden, um eine vollständige Rangliste der Kandidaten zu erstellen. Dazu wird zunächst der Gewinner ermittelt. Um den Zweitplatzierten zu bestimmen, wird der erste Gewinner von der Liste der Kandidaten gestrichen und unter den verbleibenden Kandidaten ein neuer Gewinner ermittelt. Zur Ermittlung des Drittplatzierten wird auch der zweite Gewinner gestrichen usw.

### Auszählung der Paarvergleiche
Bei der Stimmenauszählung werden alle Präferenzen der Wähler berücksichtigt. Wenn ein Wähler z. B. angibt „A > B > C“ (A ist besser als B, und B ist besser als C), dann wird beim Vergleich A:B bei A eine Stimme addiert, bei A:C ebenfalls eine Stimme bei A sowie bei B:C eine Stimme bei B. Der Wähler kann auch Gleichgültigkeit ausdrücken (z. B. A = B). Wenn ein Wähler für einen oder mehrere Kandidaten keine Präferenz abgibt, werden diese Kandidaten als den anderen gegenüber schlechter und untereinander als gleich gewertet.
Anschließend können die Mehrheiten bestimmt werden. Wenn „Vxy“ die Zahl der Stimmen ist, die x höher als y einstufen, dann gewinnt „x“, wenn Vxy > Vyx; und „y“ gewinnt, wenn Vyx > Vxy.

### Sortierung der Paare
Die Gewinnerpaare, „Mehrheiten“ genannt, werden dann von der größten zur kleinsten Mehrheit geordnet. Eine Mehrheit für x über y rangiert vor einer Mehrheit für z über w, wenn und nur wenn, mindestens eine der folgenden Bedingungen erfüllt ist:
1. Vxy > Vzw. Mit anderen Worten: Die Mehrheit mit der größeren Unterstützung kommt zuerst.
2. Vxy = Vzw und Vwz > Vyx. Falls die Mehrheiten gleich sind, kommt jene Mehrheit zuerst, bei der die ablehnende Minderheit die kleinere ist.

## Ein Beispiel

### Die Situation
Stellen wir uns eine Abstimmung über die Hauptstadt von Tennessee vor. Der US-Bundesstaat hat eine Ost-West-Ausdehnung von über 800 km, aber nur eine Nord-Süd-Ausdehnung von 170 km. Sagen wir, die Kandidaten für die Hauptstadt sind Memphis (ganz am westlichen Ende), Nashville (in der Mitte), Chattanooga (gut 200 km südöstlich von Nashville), und Knoxville (weit im Osten, gut 180 km nordöstlich von Chattanooga). Die Bevölkerung der Einzugsgebiete dieser Städte verteilt sich wie folgt:
- Memphis (Shelby County): 826 330
- Nashville (Davidson County): 510 784
- Chattanooga (Hamilton County): 285 536
- Knoxville (Knox County): 335 749

Sagen wir, die Wähler stimmen entsprechend ihrer geografischen Nähe. Nehmen wir außerdem an, dass die Bevölkerungsverteilung des restlichen Tennessee jener der Bevölkerungszentren entspricht, dann kann man sich eine Abstimmung mit folgender Verteilung vorstellen:
| 42 % der Wähler (In der Nähe von Memphis)           | 26 % der Wähler (In der Nähe von Nashville)         | 15 % der Wähler (In der Nähe von Chattanooga)       | 17 % der Wähler (In der Nähe von Knoxville)         |
| --------------------------------------------------- | --------------------------------------------------- | --------------------------------------------------- | --------------------------------------------------- |
| 1. Memphis 2. Nashville 3. Chattanooga 4. Knoxville | 1. Nashville 2. Chattanooga 3. Knoxville 4. Memphis | 1. Chattanooga 2. Knoxville 3. Nashville 4. Memphis | 1. Knoxville 2. Chattanooga 3. Nashville 4. Memphis |

Die Ergebnisse würden folgende Tabelle ergeben:
|                                                             |                                                             | A                 | A                 | A                 | A                 |
| Memphis                                                     | Nashville                                                   | Chattanooga       | Knoxville         |                   |                   |
| ----------------------------------------------------------- | ----------------------------------------------------------- | ----------------- | ----------------- | ----------------- | ----------------- |
| B                                                           | Memphis                                                     |                   | [A] 58 % [B] 42 % | [A] 58 % [B] 42 % | [A] 58 % [B] 42 % |
| B                                                           | Nashville                                                   | [A] 42 % [B] 58 % |                   | [A] 32 % [B] 68 % | [A] 32 % [B] 68 % |
| B                                                           | Chattanooga                                                 | [A] 42 % [B] 58 % | [A] 68 % [B] 32 % |                   | [A] 17 % [B] 83 % |
| B                                                           | Knoxville                                                   | [A] 42 % [B] 58 % | [A] 68 % [B] 32 % | [A] 83 % [B] 17 % |                   |
| Paarweise Wahlergebnisse (gewonnen-verloren-unentschieden): | Paarweise Wahlergebnisse (gewonnen-verloren-unentschieden): | 0-3-0             | 3-0-0             | 2-1-0             | 1-2-0             |
| Votes against in worst pairwise defeat:                     | Votes against in worst pairwise defeat:                     | 58 %              | N/A               | 68 %              | 83 %              |

- [A] steht für Wähler, die den Kandidaten, der in Spaltenüberschrift steht, gegenüber jenem bevorzugen, der in der Reihenüberschrift steht
- [B] steht für Wähler, die den Kandidaten, der in Reihenüberschrift steht, gegenüber jenem bevorzugen, der in der Spaltenüberschrift steht
- [NP] steht für Wähler, die keine Präferenz zwischen den betreffenden Kandidaten angegeben haben

### Auszählung
Zunächst wird jedes Paar aufgelistet und der Gewinner bestimmt:
| Paar                                    | Gewinner          |
| --------------------------------------- | ----------------- |
| Memphis (42 %) vs. Nashville (58 %)     | Nashville 58 %    |
| Memphis (42 %) vs. Chattanooga (58 %)   | Chattanooga 58 %  |
| Memphis (42 %) vs. Knoxville (58 %)     | Knoxville 58 %    |
| Nashville (68 %) vs. Chattanooga (32 %) | Nashville 68 %    |
| Nashville (68 %) vs. Knoxville (32 %)   | Nashville 68 %    |
| Chattanooga (83 %) vs. Knoxville (17 %) | Chattanooga: 83 % |

Beachte, dass sowohl absolute Werte als auch Prozentsätze der Gesamtzahl der Stimmen verwenden werden können; es macht keinen Unterschied.

### Sortieren
Dann werden die Stimmen sortiert.
Die größte Mehrheit ist „Chattanooga über Knoxville“; 83 % der Wähler bevorzugen Chattanooga.
Nashville (68 %) schlägt sowohl Chattanooga als auch Knoxville mit 68 % über 32 % (ein genauer Gleichstand, der bei so vielen Wählern eigentlich unwahrscheinlich ist).
Da Chattanooga > Knoxville, und sie die Verlierer sind,
wird zuerst Nashville vs. Knoxville hinzugefügt, und dann Nashville vs. Chattanooga.
Die Paare würden also folgendermaßen sortiert werden:
| Paar                                    | Gewinner         |
| --------------------------------------- | ---------------- |
| Chattanooga (83 %) vs. Knoxville (17 %) | Chattanooga 83 % |
| Nashville (68 %) vs. Knoxville (32 %)   | Nashville 68 %   |
| Nashville (68 %) vs. Chattanooga (32 %) | Nashville 68 %   |
| Memphis (42 %) vs. Nashville (58 %)     | Nashville 58 %   |
| Memphis (42 %) vs. Chattanooga (58 %)   | Chattanooga 58 % |
| Memphis (42 %) vs. Knoxville (58 %)     | Knoxville 58 %   |

### Festsetzen
Die Paare werden dann der Reihe nach festgesetzt. Alle jene Paare, die zu einem Kreis führen würden, werden ausgelassen:
- Chattanooga über Knoxville festgesetzt.
- Nashville über Knoxville festgesetzt.
- Nashville über Chattanooga festgesetzt.
- Nashville über Memphis festgesetzt.
- Chattanooga über Memphis festgesetzt.
- Knoxville über Memphis festgesetzt.

In diesem Fall verursacht keines der Paare einen Kreis. Daher wird jedes festgesetzt.
Jedes „Festsetzen“ fügt dem Schaubild, das das Verhältnis zwischen den Kandidaten zeigt, einen weiteren Pfeil hinzu. So sieht das Schaubild am Ende aus. (Die Pfeile gehen jeweils vom Gewinner des Paares aus.)
In diesem Beispiel ist Nashville der Gewinner, wenn Ranked Pairs verwendet wird.

### Beispiel für die Auflösung von Uneindeutigkeiten
Sagen wir, es gibt eine Uneindeutigkeit, z. B. eine Situation mit den Kandidaten A, B und C.
- A > B 68 %
- B > C 72 %
- C > A 52 %

In dieser Situation setzen wir die Mehrheiten fest und beginnen mit der größten.
- Setze fest B > C
- Setze fest A > B
- C > A setzen wir nicht fest, da es eine Uneindeutigkeit bzw. einen Kreis erzeugen würde.

Daher ist A der Gewinner.

### Zusammenfassung
In der Beispielabstimmung ist Nashville der Gewinner. Das würde auch für jede andere Condorcet-Methode gelten.
Unter Verwendung der relativen Mehrheitswahl und einiger anderer Verfahren hätte Memphis gewonnen, da es die meisten Einwohner hat, obwohl Nashville in der paarweisen Abstimmung ohne weiteres gewonnen hätte.
Unter Verwendung von Instant-Runoff-Voting hätte in diesem Beispiel Knoxville gewonnen, obwohl mehr Leute Nashville gegenüber Knoxville bevorzugen.